# 李·丹尼尔·克罗克
李·丹尼尔·克罗克（1963年7月3日—）是一名程序员，生于美国瓦尔多斯塔。他以重写运行维基百科的软件，以解决其可扩展性问题而闻名。他编写的版本最初称为“Phase III”，是后来MediaWiki的基础。
2010年6月，克罗克等人因对维基百科软件的贡献而获得USENIX高级计算技术协会STUG奖（USENIX Advanced Computing Technical Association STUG）。